# 常泰
常泰（1480年—？），字時雍，山西太原府徐溝縣人，民籍，明朝政治人物。

## 生平
正德五年（1510年）庚午科山西鄉試第四十六名舉人。正德十六年（1521年）中式辛巳科會試第二百六名，登第三甲第一百零一名進士。授行人司行人，嘉靖四年（1525年）三月擢户科給事中。六年十二月以李福達案被谪戍边，十六年二月赦还。

## 家族
曾祖常盛；祖父常來；父常恕，母蘇氏。慈侍下。